# 灵兴镇
灵兴镇，是中华人民共和国四川省绵阳市三台县下辖的一个乡镇级行政单位。2019年12月，撤销争胜镇，将其所属行政区域划归灵兴镇管辖，灵兴镇人民政府驻府清路13号。

## 行政区划
灵兴镇下辖以下地区：
社区、灵兴村、灵峰村、高坡村、翻埝村、丰收村、山水村、柏乐村、石桥村、清水村、牛角村和花果村。